# اس. ۲۰۵ مارچتی
اس. ۲۰۵ مارچتی (به انگلیسی: SIAI-Marchetti_S.205) یک هواگرد ملخ‌پیشین تک‌موتوره از نوع Liaison and glider-towing aircraft ساخت شرکت SIAI-Marchetti است. هواگرد اس. ۲۰۵ مارچتی نخستین پروازش را در ۱۹۶۵ میلادی انجام داد. در مجموع، تعداد ۶۲۰ فروند از این هواگرد ساخته شده‌است.
طراح این هواگرد، Alexander Brena بود.